# Fosser
Fosser is een plaats in de Noorse gemeente Aurskog-Høland, fylke Akershus. Fosser telt 578 inwoners (2007) en heeft een oppervlakte van 0,71 km².